# جولامپیتیا
جولامپیتیا (به لاتین: Julampitiya) یک منطقهٔ مسکونی در سری‌لانکا است که در استان جنوبی (سری‌لانکا) واقع شده‌است.